# ゲオルク・ヨース
ゲオルク・ヨース（Georg Jakob Christof Joos, 1894年5月25日 - 1959年5月20日）はドイツの理論物理学者である。

## 経歴
バート・ウーラッハに生まれた。シュトゥットガルト工科大学、テュービンゲン大学で学んだ。ミュンヘン工科大学のヨナタン・ツェネック (Jonathan Zenneck) の助手などを務め、1924年にイェーナ大学の非常勤教授となり、相対性理論の講義を行った。1928年フェリックス・アウアーバッハ (Felix Auerbach) の後を継いで、常勤教授となった。1920年代の後半、より精度の高い装置をつかってマイケルソン・モーリーの実験の追試を行った。
1932年に発刊されたヨースの理論物理学の教科書Lehrbuch der theoretischen Physikは1940年代にアルノルト・ゾンマーフェルトのVorlesungen über theoretische Physikが出版されるまで、理論物理学のもっとも重要な著作のひとつであった。1933年にアドルフ・ヒトラーが首相になって、ユダヤ系の公職からの追放がはじまると、アメリカ合衆国に移民となったジェームズ・フランクの後をついで、ゲッティンゲン大学の教授の職と第2物理学研究所の所長の職を継いだ。
1936年の春、ヴェルナー・ハイゼンベルク、ハンス・ガイガー、マックス・ヴィーンらが反ユダヤ主義、量子力学を含む理論物理学に反対するドイツ物理学主義者の攻撃によって物理学の衰退することに懸念する請願書を帝国教育省に送った時、ヨースは請願の署名者を支持した。1941年にナチスの方針でヨースは大学を離れ、イェナのカール・ツァイスの工場の主任物理学者になり、第2次大戦が終わってミュンヘン工科大学の実験物理学の教授、物理学部長に就任するまで働いた。